# Jože Žumer
Jože Žumer, slovenski geograf in pedagog, * 13. julij 1953, † 10. marec 2006, Koper.
Vsestranski geograf, jamar, alpinist, potapljač, organizator.
Študiral je geografijo na Filozofski fakulteti v Ljubljani in poučeval na Osnovni šoli Dušana Bordona v Kopru.
V kraško jamo Dimnice je popeljal veliko slovenskih učencev, dijakov in študentov. Njegov pristop je postal didaktični model za šolsko spoznavanje kraških pojavov, njegovi učni listi pa se v izvirniku ali prilagojeni uporabljajo med šolsko mladino.
V pouk geografije je že zelo zgodaj uvedel računalnik. 
Soustanovil je obliko elektronskega obveščanja geografov – Geolisto. 
Od raziskovalnega dela je v javnosti najbolj odmevalo njegovo odkritje podmorskih termalnih izvirov v Koprskem zalivu. Raziskoval je tudi  klife.
Posthumno je prejel Melikovo priznanje - najvišje priznanje Zveze geografov Slovenije.